# Лука Піцціні
Лука Піцціні (італ. Luca Pizzini, 8 квітня 1989) — італійський плавець.
Учасник Олімпійських Ігор 2016 року.
Призер Чемпіонату Європи з водних видів спорту 2016, 2018 років.
Призер літньої Універсіади 2013 року.